# ما الذي يضايق غيلبرت غريب
ما الذي يضايق جلبرت غريب (بالإنجليزية: what's eating Gilbert grape)‏ هو فيلم أمريكي أنتج عام 1993 من إخراج لاس هولستريم وبطولة جوني ديب و‌جوليت لويس و‌ليوناردو دي كابريو. كتب بيتر هيدجز السيناريو المقتبس عن روايته التي كتبها عام 1991 التي تحمل نفس الاسم. وصورت مشاهد الفيلم لمدن تيكساس مانور الجن ولوكهارت.

## ملخص القصة
وتدور أحداث الفيلم في بلدة صغيرة تدعى إندورا، حيث نرى غيلبرت غريب (جوني ديب) منشغل بالعناية بأخيه آرني (ليوناردو دي كابريو) المعاق ذهنياً، وهم في انتظار مرور مقطورات السياح الكثيرة عبر البلدة أثناء الموسم السنوي للتخييم في منطقة ترفيهية قريبة. والدته بوني (دارلين كيتس) مصابة بمرض السمنة المفرطة بعد سنوات من الاكتئاب التي عانت منه بعد انتحار زوجها. بسبب عدم قدرة بوني على العناية بأولادها بمفردها، تولى غيلبرت المسؤولية لإصلاح منزلهم القروي المتداعي والعناية بآرني الذي لديه عادة تسلق برج خزان الماء إذا ترك بمفرده لوقت طويل، وأخته الكبرى إيمي (لورا هارنجتون) والأخت الأصغر إلين (ماري كيت شيلهارد) تعملان في المطبخ. العلاقة بين الأخوين علاقة رعاية وحماية واهتمام.
ومن أجل التأقلم مع حياته الصعبة، كان لغيلبرت علاقة حب مع ربة المنزل بيتي (ماري ستينبرجن)، في حين أن زوجها الخالي من الإحساس والذي لم يشك فيها كين (كيفين تايج) مصمم بالكامل على بيع تأمين غيلبرت لأسرته.
افتتحت سلسلة جديدة من محلات السوبر ماركت، ما يهدد محل البقالة الصغيرة الذي يحمل اسم لامسون حيث يعمل غيلبرت، وكذلك يهدد كل المحال الصغيرة الأخرى في إندورا. يعرض السوبر ماركت كل أنواع السلع، ويتسبب في عدم بيع السلع في المحال المحلية. هذا موضوع أساسي في الفيلم- يعرض باستمرار عدم جدوى السلع التي تنتج بحب في ضوء الطمع والجشع المادي الذي يجتاح القرية.
وفي حين تستعد الأسرة للاحتفال بعيد ميلاد آرني ال18، تعلق شابة تدعى بيكي (جولييت لويس) وجدتها في البلدة حين تتعطل السيارة التي تجر مقطورتهما. ظروف حياة غيلبرت غير العادية تهدد أن تكون عقبة في طريق حبهما الناشئ. من أجل قضاء بعض الوقت مع بيكي في مشاهدة غروب الشمس، يترك غيلبرت آرني وحده في البانيو. يعود للمنزل في وقت متأخر ويستيقظ الصباح التالي ليجد آرني ما زال في البانيو وهو يرتجف من الماء البارد. شعور غيلبرت بالذنب يزيد من غضب الأسرة. ونتيجة ذلك يرفض آرني الاقتراب من الماء، بما في ذلك البركة جانب مقطورة بيكي، وخوفه يتسبب في أن يصبح متسخاً بشدة مما يضيف إلى أعباء غيلبرت الكثيرة.
تنهي علاقة بيتي مع غيلبرت حين تبدأ في طلب المزيد منه وتحاول أن تغازله أثناء كلامه على الهاتف مع زوجها كين. ويغرق كين بعد أن يعاني من ذبحة صدرية ويقع بوجهه في حمام السباحة الصغير الخاص بأبنائه. يرى الكثير من الناس في البلدة أن بيتي قتلت زوجها، رغم إصرار صديق غيلبرت بوبي كأكبرني (كريستبين جلوفر)، أحد الأطباء الشرعيين في البلدة، الذي يرى أنها ذبحة صدرية. بالإضافة إلى بوبي، غيلبرت الوحيد الذي يصدق أن بيتي لم ترتكب الجريمة وفي نهاية الأمر تغادر البلدة بحثاً عن حياة جديدة.
ترتبط بيكي بغيلبرت وآرني وتساعد غيلبرت في التعبير عن مشاعره. وينهمكان في الحديث بشدة حتى أن غيلبرت يدرك أن آرني مفقود. وعاد إلى برج الماء الذي يحاول دوما تسلقه وفي هذه المرة نجح في الوصول إلى قمته. يلقى القبض على آرني، مما يجبر بوني، التي لم تغادر المنزل لمدة سبعة أعوام، على الإسراع إلى قسم الشرطة لتطلب الإفراج عنه ما يعرضها لسخرية سكان البلدة.
لاحقا في المنزل، يأكل آرني قبل الأوان بعض من كعكة عيد الميلاد، التي أخبره غيلبرت ألا يلمسها. غيلبرت يعاقب آرني بإصدار أمر له بالاستحمام، وآرني يقاوم حين يحاول غيلبرت إرغامه. غيلبرت يفقد أعصابه ويضرب آرني بشدة. شعر بالفزع من نفسه والغضب على حياته بشكل عام، قاد غيلبرت السيارة مغادرا إندورا. آرني يترك المنزل بحثا عن بيكي التي ترعاه. غيلبرت يعود للبلدة ويرى آرني مع بيكي التي أقنعته بالتغلب على خوفه من الماء وينزل للبركة. بعد ذلك جاءت إيمي وإلين لبيكي ليصحبوا آرني للمنزل، غيلبرت يقترب من بيكي والاثنان يتحدثان عن خيبه أمله وحقيقة وفاة والده. وفي اليوم التالي يعود للمنزل أثناء حفل عيد ميلاد آرني ليعتذر.
بعد عيد الميلاد 18 ولقاء بيكي للمرة الأولى، تصعد بوني للسلالم لغرفة نومها لأول مرة من سنوات وفي ذلك المساء تموت في فراشها. آرني يحاول إيقاظها، معتقدا أنها تلعب. يجري خارج المنزل ويبدأ في إيذاء نفسه. وفي حين يحاول أخواته منعه يدركون ان بوني ماتت. جيري الشرطي المحلي ومعاونوه يخبرون أسرة غريب أنهم قد يحتاجون المزيد من الرجال لإخراج بوني من المنزل (أحد الرجال يقول في اللاسلكي بوقاحة أنهم سيحتاجون قوات الحرس الوطني). بعد مغادرة الشرطة يبكي غيلبرت وأخواته على فقدان أمهم. والأخوات يدركن أن إخراجها من المنزل قد تجذب حشداً كبيراً ويريدون حماية أمهم من أن تصبح مدعاة للسخرية. يخلون المنزل باستثناء جثة أمهم ثم يشعل غيلبرت النار في المنزل.
بعد عام، غيلبرت وآرني ينتظران مرة أخرى مرور مقطورات المسافرين. خلال تعليق صوتي، غيلبرت يروي عن إيمي التي تحصل على عرض وظيفة لإدارة مخبز في دي موان، وإيلين تكمل تعليمها وتنتقل من صف دراسي لآخر. آرني يطارد السيارات وهو يرفع ذراعيه، وهو يشعر بالإثارة لرؤية بيكي مرة أخرى. إلى جانب بيكي وجدتها غيلبرت وآرني يرحلان بالمقطورة معا.

## وصلات خارجية
- ما الذي يضايق غيلبرت غريب على موقع IMDb (الإنجليزية)
- ما الذي يضايق غيلبرت غريب على موقع ميتاكريتيك (الإنجليزية)
- ما الذي يضايق غيلبرت غريب على موقع الموسوعة البريطانية (الإنجليزية)
- ما الذي يضايق غيلبرت غريب على موقع روتن توميتوز (الإنجليزية)
- ما الذي يضايق غيلبرت غريب على موقع نتفليكس (الإنجليزية)
- ما الذي يضايق غيلبرت غريب على موقع قاعدة بيانات الأفلام العربية
- ما الذي يضايق غيلبرت غريب على موقع ألو سيني (الفرنسية)
- ما الذي يضايق غيلبرت غريب على موقع Turner Classic Movies (الإنجليزية)
- ما الذي يضايق غيلبرت غريب على موقع أول موفي (الإنجليزية)
- ما الذي يضايق غيلبرت غريب على موقع بوكس أوفيس موجو (الإنجليزية)

1. ↑  وصلة مرجع: http://www.imdb.com/title/tt0108550/. الوصول: 28 يونيو 2016.
2. ↑  وصلة مرجع: http://www.ofdb.de/film/5666,Gilbert-Grape. الوصول: 28 يونيو 2016.
3. ↑  وصلة مرجع: http://www.filmaffinity.com/es/film984814.html. الوصول: 28 يونيو 2016.
4. ↑  مذكور في: قاعدة بيانات الأفلام التشيكية السلوفاكية. لغة العمل أو لغة الاسم: التشيكية. تاريخ النشر: 2001.